# Jarawa
Die Jarawa oder Jarwa, Eigenname Ya-eng-nga, sind ein zu den Andamanern gehörendes, isoliertes indigenes Volk auf den Andamanen. Heute leben nur noch etwa 200 Jarawa, vor allem im Westen der Inseln Middle Andaman Island und South Andaman Island.
Die Jarawa sind nomadisch in Gruppen von bis zu 50 Personen lebende Jäger und Sammler. Bis Ende der 1990er-Jahre vermieden sie jeglichen Kontakt mit der Außenwelt, danach wagten sich einige Jarawa aus dem Wald und besuchten die Orte und Siedlungen ihrer Umgebung. Jarawa ist eine Fremdbezeichnung, die in der Sprache der Aka-Bea „Fremde“ bedeutet; die Eigenbezeichnung ist Ya-eng-nga („Menschen“).
Die Jarawa sind klein gewachsen, sehr dunkelhäutig und kraushaarig und werden zu den „Negritos“ gezählt. Traditionell leben sie als Jäger und Sammler in den tropischen Regenwäldern. Sie machen mit Pfeil und Bogen Jagd auf Wildschweine, Reptilien und Vögel. Mit Netzen fangen sie Fische, Krebse und Garnelen im seichten Wasser der Flüsse und dem küstennahen Meer. Darüber hinaus sammeln sie Früchte und andere Pflanzenteile. An dieser traditionellen Lebensweise halten sie auch heute noch fest.
Die Sprache der Jarawa ist mit den andamanischen Sprachen der anderen indigenen Völker der Andamanen verwandt.
Die Andaman Trunk Road, eine Schnellstraße längs durch die Andamanen und das Territorium der Jarawa, wurde in den 1990er-Jahren für den Verkehr freigegeben. Dadurch kamen die Jarawa in Kontakt zur eingewanderten Mehrheitsbevölkerung der Andamanen. Diese Kontakte verursachten gesundheitliche Probleme für die Jarawa und kulturelle Konflikte auf beiden Seiten. So traten 1999 und 2006 Masernepidemien auf. Die zum Schutz vor solchen Infektionen erforderlichen Maßnahmen werden kontrovers diskutiert.